# Potworów (województwo mazowieckie)
Potworów – wieś w Polsce położona w województwie mazowieckim, w powiecie przysuskim, w gminie Potworów. Ma status sołectwa.
W latach 1975–1998 miejscowość położona była w województwie radomskim.
Miejscowość jest siedzibą gminy Potworów i rzymskokatolickiej parafii św. Doroty w Potworowie.
Urodził się tutaj Jerzy Majewski, polski inżynier, polityk, prezydent Warszawy.
Potworów jest centrum produkcji rolnej papryki w Polsce. W Potworowie również corocznie odbywa się impreza związana z papryką.
Przez miejscowość przebiegają droga krajowa nr 48 oraz droga wojewódzka nr 740. Druga z tych dróg kończy tutaj swój bieg.

## Części wsi
| SIMC    | Nazwa       | Rodzaj    |
| ------- | ----------- | --------- |
| 0632467 | Borki       | część wsi |
| 0632473 | Dworskie    | część wsi |
| 0632480 | Olszany     | część wsi |
| 0632496 | Szydłówek   | część wsi |
| 0632504 | Żabia Wólka | część wsi |

## Edukacja
W miejscowości Potworów znajduje się prywatne przedszkole oraz Publiczna Szkoła Podstawowa im. Marszałka Józefa Piłsudskiego przy ul. Szkolnej 5.

## Sport
Potworów jest siedzibą klubów piłkarskich KS Potworów i LKS Potworów. Miejscowość posiada również duży obiekt sportowy jakim jest boisko do piłki nożnej.

## Sąsiednie miejscowości
Długie, Grabowa, Kozieniec, Łojków, Marysin, Mokrzec, Rdzów